# Doktorzy honoris causa Uniwersytetu Warszawskiego

## II Rzeczpospolita
- 1921
  - Oswald Balzer Wydział Filozoficzny
  - Jan Baudouin de Courtenay Wydział Filozoficzny
  - Józef Bilczewski Wydział Teologii Katolickiej
  - Edmund Dalbor Wydział Teologii Katolickiej
  - Samuel Dickstein Wydział Filozoficzny
  - Benedykt Dybowski Wydział Filozoficzny
  - Ferdynand Foch Wydział Prawa i Nauk Politycznych, członek Akademii Francuskiej, Marszałek Francji
  - Emil Godlewski Wydział Filozoficzny
  - Herbert Hoover Wydział Prawa i Nauk Politycznych, Prezydent USA
  - Aleksander Kakowski Wydział Teologii Katolickiej, Arcybiskup Warszawski
  - Jan Kasprowicz Wydział Filozoficzny
  - Adam Kryński Wydział Filozoficzny
  - Józef Piłsudski Wydział Lekarski
  - Achilles Ratti Wydział Teologii Katolickiej
  - Władysław Stankiewicz Wydział Lekarski
  - Władysław Szcześniak Wydział Teologii Katolickiej
  - Thomas Woodrow Wilson Wydział Prawa i Nauk Politycznych
- 1923
  - Stanisław Michalski Wydział Filozoficzny
- 1924
  - Tadeusz Browicz Wydział Lekarski
  - Jan Łukasiewicz Wydział Filozoficzny
- 1928
  - Jan Nepomucen Łoś Wydział Humanistyczny
  - Jan Michał Rozwadowski Wydział Humanistyczny
- 1929
  - Tadeusz Banachiewicz Wydział Matematyczno-Przyrodniczy, astronom, profesor UJ
  - Henry Berthélemy Wydział Prawa
  - Pierre Bonfante Wydział Prawa
  - Emile Bourgeois Wydział Prawa, Sorbona, nauki polityczne
  - Aleksander Brückner Wydział Humanistyczny
  - Henri Capitant Wydział Prawa, Uniwersytet – Paryż
  - Rafael Garafalo Wydział Prawa
  - François Gény Wydział Prawa
  - Lord Hanworth of Hanworth Wydział Prawa
  - Slott Jakób Brown Wydział Prawa
  - Kazimierz Twardowski Wydział Humanistyczny, filozofia
- 1930
  - Emil Borel Wydział Matematyczno-Przyrodniczy
  - Juliusz Bursche Wydział Teologii Ewangelickiej
  - Otto Strandman Wydział Prawa, Naczelnik Państwa Estońskiego
  - Tadeusz Zieliński Wydział Humanistyczny
- 1931
  - Bogdan Hutten-Czapski Wydział Lekarski
  - Antoni Julian Nowowiejski Wydział Teologii Katolickiej
  - Ignacy Paderewski Wydział Humanistyczny
  - Aleksander Schoeneich Wydział Teologii Ewangelickiej
- 1933
  - Sebastian Charléty Wydział Humanistyczny, Rektor Uniwersytetu w Paryżu
  - Bronisław Dembiński Wydział Humanistyczny
- 1934
  - Jan Kračala Wydział Teologii Ewangelickiej
  - Bolesław Limanowski Wydział Humanistyczny, historyk, działacz polityczno-społeczny
  - Dimitrie Pompeiu Wydział Matematyczno-Przyrodniczy, matematyk
  - Jerzy Tzitzéica Wydział Matematyczno-Przyrodniczy, matematyk
- 1935
  - Ludwik De Broglie Wydział Matematyczno-Przyrodniczy, fizyka, Sorbona
  - Homan Balint Minister Oświaty Węgier
  - Paweł Montel Wydział Matematyczno-Przyrodniczy, matematyk, Sorbona
  - Eberhard Vischer Wydział Teologii Ewangelickiej, teolog, Uniwersytet Bazylea
- 1936
  - Arnand Denjoy Wydział Matematyczno-Przyrodniczy, matematyk, Sorbona
  - Ignacy Mościcki Wydział Matematyczno-Przyrodniczy, chemia, Prezydent RP
- 1937
  - Constantin Anghelescu Wydział Lekarski, Minister Oświaty Rumunii[1]
- 1938
  - Józef Beck Wydział Humanistyczny, filozofia, minister spraw zagranicznych
  - Edward Śmigły-Rydz Wydział Lekarski, Marszałek Polski
- 1939
  - Borys III (car Bułgarii)[2][3], Wydział Matematyczno-Przyrodniczy, dyplom nauk przyrodniczych wręczony w Sofii
  - Leopold Staff Wydział Humanistyczny, poeta, filozof

## Polska Rzeczpospolita Ludowa
- 1946
  - 26 czerwca – Robert H. Jackson, dr hc prawa, Sędzia Sądu Najwyższego Stanów Zjednoczonych Ameryki (promował: Stanisław Śliwiński)
- 1948
  - 24 września – Bohumil Bydžovský(inne języki), dr hc matematyki, profesor i rektor Uniwersytetu im. Karola w Pradze (promował: Wacław Sierpiński)
- 1949
  - 26 października – Jozef Hromadka, dr hc historii, profesor teologii ewangelickiej, dziekan Wydziału Uniwersytetu im. Karola w Pradze (promował: Tadeusz Manteuffel
- 1950
  - 27 maja – Jaroslav Heyrovsky, dr hc chemii, profesor elektrochemii Uniwersytetu im. Karola w Pradze (promował: Wojciech Alojzy Świętosławski)
  - 21 października Rafał Taubenschlag, dr hc prawa (promował: Włodzimierz Kazubski)
  - 20 listopada – Fryderyk Joliot-Curie, dr hc fizyki, profesor fizyki Uniwersytetu w Paryżu (promował: Stefan Pieńkowski)
- 1951
  - 7 grudnia – Franciszek Fiedler, dr hc historii, polityk (promował: Tadeusz Manteuffel)
- 1952
  - 22 maja – Edward Čech, dr hc matematyki, emerytowany profesor matematyki Uniwersytetu im. Karola w Pradze (promował: Wacław Sierpiński)
- 1957
  - 16 marca Maria Dąbrowska, dr hc filologii polskiej, pisarka (promował: Julian Krzyżanowski)
- 1958
  - 26 kwietnia – Hugo Steinhaus, dr hc matematyki, profesor matematyki Uniwersytetu Wrocławskiego (promował: Wacław Sierpiński)
  - 14 maja
    - Jan Rypka, dr hc filologii orientalnej, profesor filologii orientalnej Uniwersytetu im. Karola w Pradze, promował: Ananiasz Zajączkowski)
    - Holvdan Koth dr hc historii, profesor historii gospodarczej Uniwersytetu w Oslo (promował: Tadeusz Manteuffel)
    - Pierre Petot(inne języki), dr hc prawa, profesor historii prawa Uniwersytetu w Paryżu (promował: Karol Koranyi)
    - Jean Piaget, dr hc psychologii i pedagogiki, profesor psychologii wychowawczej Uniwersytetu w Genewie (promowała: Maria Żebrowska)
    - Giovanni Maver, dr hc filologii, profesor slawistyki Uniwersytetu w Rzymie (promował: Mieczysław Brahmer)
    - Anatol V. Vienediktov, dr hc prawa, profesor prawa cywilnego Uniwersytetu w Leningradzie (promował: Jan Wasilkowski)
    - Andrej N. Kołmogorov, dr hc matematyki, profesor matematyki Uniwersytetu w Moskwie (promował: Wacław Sierpiński)
    - Cecil Frank Powell, dr hc fizyki, profesor fizyki Uniwersytetu w Bristolu (promował: Andrzej Sołtan)
- 1959
  - 30 kwietnia – Achmed Sukarno, dr hc prawa, polityk, Prezydent Republiki Indonezji (promował: Manfred Lachs)
  - 11 maja – Kazimierz Tymieniecki, dr hc historii, profesor historii Polski Uniwersytetu im. A. Mickiewicza w Poznaniu (promował: Stanisław Arnold)
- 1960
  - 9 marca – Niels Bohr, dr hc fizyki, profesor fizyki Uniwersytetu w Kopenhadze (promował: Wojciech Rubinowicz)
  - 10 czerwca – Marcel Cohen, dr hc filologii, profesor semitystyki w Ecole des Langues Orientales Vivantes w Paryżu (promował: Ananiasz Zajączkowski)
  - 5 października – Roman Grodecki, dr hc historii, profesor historii Polski Uniwersytetu Jagiellońskiego (promowała: Natalia Gąsiorowska-Grabowska)
- 1962
  - 11 maja – Stanisław Strumilin, dr hc ekonomii politycznej, profesor ekonomii Uniwersytetu w Moskwie (promował: Oskar Lange)
  - 12 października – Lawrence Dudley Stamp, dr hc geografii, profesor geografii Uniwersytetu w Londynie (promował: Stanisław Leszczycki)
- 1964
  - 4 marca – Urho Kaleva Kekkonen, dr hc prawa, Prezydent Republiki Finlandii, polityk (promował: Jerzy Jodłowski)
  - 27 kwietnia – Leopold Boissier(inne języki), dr hc prawa, profesor prawa Uniwersytetu w Genewie, Prezes Międzynarodowego Komitetu Czerwonego Krzyża (promował: Manfred Lachs)
  - 8 czerwca – Michał Kalecki, dr hc ekonomii, profesor ekonomii politycznej Szkoły Głównej Planowania i Statystyki w Warszawie (promował: Oskar Lange)
- 1965
  - 18 listopada – Karol Krejči, dr hc historii, profesor historii literatury polskiej Uniwersytetu im Karola w Pradze (promował: Julian Krzyżanowski)
- 1966
  - 24 października – Petko Stainow, dr hc prawa, profesor prawa Uniwersytetu w Sofii (promował: Jerzy Starościak)
- 1967
  - 24 kwietnia – Fernand Braudel, dr hc historii, profesor College de France, Prezydent VIo Section de l’Ecole Pratique des Hantes Etudes w Paryżu (promował: Aleksander Gieysztor)
- 1970
  - 14 maja – Kazimierz Kumaniecki, dr hc filologii klasycznej, profesor Wydziału Filologii Polskiej i Słowiańskiej UW (promowała: Lidia Winniczuk)
- 1971
  - 8 czerwca – Andrzej Piontkowski, dr hc prawa, profesor Instytutu Państwa i Prawa Akademii Nauk ZSRR (promował: Igor Andrejew)
  - 1 grudnia – Jarosław Iwaszkiewicz, dr hc filologii polskiej, literat (promował: Jan Zygmunt Jakubowski)
- 1972
  - 12 kwietnia – Lew Andriejewicz Arcymowicz, dr hc fizyki, profesor, kierownik Katedry Fizyki Atomowej Uniwersytetu im. Łomonosowa w Moskwie (promował: Jerzy Pniewski)
  - 20 czerwca – Josef Broz Tito, dr hc nauk politycznych, Prezydent Socjalistycznej Federacyjnej Republiki Jugosławii, Przewodniczący Związku Komunistów Jugosławii (promował: Remigiusz Bierzanek)
- 1973
  - 13 kwietnia – Henryk Łowmiański, dr hc historii, profesor historii Uniwersytetu im. A. Mickiewicza w Poznaniu (promował: Aleksander Gieysztor)
  - 30 czerwca
    - Witold Lutosławski, dr hc muzykologii, kompozytor (promowała: Zofia Lissa)
    - Ian Naismith Sneddon(inne języki), dr hc matematyki, profesor matematyki Uniwersytetu w Glasgow (promował: Witold Nowacki)

  - 21 sierpnia
    - Ruben Awanesow, dr hc filologii, profesor, kierownik Katedry Języka Rosyjskiego Uniwersytetu w Moskwie (promował: Witold Doroszewski)
    - Hans Holm Bielfeldt(inne języki), dr hc filologii słowiańskiej, profesor Uniwersytetu Humboldta w Berlinie (promował: Przemysław Zwoliński)
    - Piotr Dinekow, dr hc filologii słowiańskiej, profesor Uniwersytetu w Sofii (promował: Józef Magnuszewski)
    - Zbigniew Folejewski, dr hc filologii słowiańskiej, profesor University of British Columbia w Vancouver (Kanada) (promował: Jan Zygmunt Jakubowski)
- 1974
  - 9 grudnia – Jerzy Spława-Neyman, dr hc matematyki, profesor Uniwersytetu Kalifornijskiego w Berkeley (promował: Stanisław Turski)
- 1975
  - 15 stycznia
    - Eugeniusz Siergiejew, dr hc geologii, profesor Uniwersytetu im. Łomonosowa w Moskwie (promował: Witold Cezariusz Kowalski)
    - Kazimierz Secomski, dr hc ekonomii, Przewodniczący Komitetu Nauk Ekonomicznych PAN (promowała: Zofia Morecka)
    - Leon van Hove(inne języki), dr hc fizyki, Europejski Ośrodek Badań Jądrowych CERN – Genewa (promował: Jerzy Pniewski)
- 1976
  - 24 sierpnia – Michaił Borysowicz Chrapczenko, dr hc filologii, członek rzeczywisty Akademii Nauk ZSRR (promował: Antoni Semczuk)
- 1977
  - 30 marca – Marian Danysz, dr hc fizyki, członek rzeczywisty PAN (promował: Andrzej Kajetan Wróblewski)
  - 13 czerwca Frederick Elvyn Jones, dr hc prawa, lord kanclerz – przewodniczący Izby Lordów, minister sprawiedliwości Wielkiej Brytanii (promował: Jerzy Bafia)
  - 12 lipca – Kurt Waldheim, dr hc prawa, sekretarz generalny ONZ (promował: Witold Czachórski)
  - 25 sierpnia
    - Mohammad Reza Pahlavi Aryamehr, dr hc prawa, Szach Iranu (promował: Remigiusz Bierzanek)
    - Farah Pahlavi, dr hc historii sztuki, małżonka Szacha Iranu (promował: Stanisław Kałużyński)

  - 20 listopada – Nikołaj Bogolubow, dr hc fizyki, profesor Uniwersytetu im. Łomonosowa w Moskwie (promował: Józef Werle)
  - 19 grudnia – Włodzimierz Trzebiatowski, dr hc chemii, członek rzeczywisty PAN (promował: Włodzimierz Kołos)
- 1978
  - 15 maja – Stanisław Mazur, dr hc matematyki, członek rzeczywisty PAN (promował: Bogdan Bojarski)
  - 24 maja – Mieczysław Szerer, dr hc prawa, b. Sędzia Sądu Najwyższego (promował: Jerzy Bafia)
- 1979
  - 6 czerwca – Jan Szczepański, dr hc socjologii, członek rzeczywisty PAN (promował: Stefan Nowakowski)
  - 13 września – Eric Henry Stoneley Burhop(inne języki), dr hc fizyki, profesor University College London (promował: Jerzy Zakrzewski)
  - 3 października – Konstantin Aleksiejewicz Saliszczew, dr hc geografii, profesor Uniwersytetu im. Łomonosowa w Moskwie (promował: Bogodar Winid)
- 1980
  - 20 maja – Jean Rivero(inne języki), dr hc prawa, profesor Université de Paris II (promował: Zygmunt Rybicki)
- 1981
  - 3 lipca – Witold Nowacki, dr hc nauk matematycznych, profesor dr nauk technicznych, członek rzeczywisty PAN (promował: Zbigniew Olesiak)
- 1982
  - 1 grudnia – Wiktor Kemula, dr hc chemii, członek rzeczywisty PAN (promował: Zbigniew Galus)
  - 15 grudnia – Karol Sterling, dr hc historii, emerytowany profesor Instytutu Sztuk Pięknych Uniwersytetu Nowojorskiego (promował: Jan Białostocki) (dyplom został wręczony 8 VI 1989 r.)
- 1985
  - 19 listopada – Bolesław Kolasa, dr hc prawa administracyjnego, profesor Duquesne University (Pittsburg, USA) (promował: Roman Głowacki)
- 1986
  - 5 czerwca – Raul Prebish(inne języki), dr hc ekonomii politycznej, profesor Uniwersytetu w Buenos Aires (promował: Antoni Kukliński)
  - 19 listopada – Sandro Pertini, dr hc nauk politycznych, senator, Prezydent Republiki Włoskiej w latach 1978–1985 (promował: Jan Baszkiewicz)
- 1987
  - 14 października – Marian Mięsowicz, dr hc fizyki, profesor Uniwersytetu Jagiellońskiego (promował: Jerzy Pniewski)
  - 18 listopada – Stanisław Leszczycki, dr hc geografii, profesor Uniwersytetu Warszawskiego, założyciel Instytutu Geograficznego UW (promował: Jerzy Kondracki)
- 1988
  - 30 maja – Maurice Duverger, dr hc prawa konstytucyjnego, profesor zwyczajny Uniwersytetu w Paryżu (promował: Stanisław Ehrlich)
- 1989
  - 17 stycznia – Hans Adolf Jacobsen(inne języki), dr hc nauk politycznych, profesor i Dyrektor Seminarium Nauk Politycznych Uniwersytetu w Bonn (promował: Franciszek Ryszka)
  - 2 maja – Astrid Lindgren, dr literaturoznawstwa, pisarka (promowała: Irena Wojnar)
  - 11 maja – Carmine Romanzi, dr hc mikrobiologii, profesor Uniwersytetu Genueńskiego, Prezydent Konferencji Rektorów Europejskich (promował: Władysław J.H. Kunicki-Goldfinger)
  - 13 maja – Giulio Andreotti, dr hc filologii klasycznej, Prezydent Centro Ciceroniano w Rzymie, senator, minister spraw zagranicznych Republiki Włoskiej (promował: Jerzy Axer)
  - 30 maja – Robert Zajonc, dr hc psychologii, profesor University of Michigan (USA) (promował: Stanisław Mika)
  - 14 czerwca – Stefan Grzybowski, dr hc prawa cywilnego, emerytowany profesor Uniwersytetu Jagiellońskiego (promował: Witold Czachórski)
  - 10 października – Giuseppe Vecchi, dr hc muzykologii, profesor Uniwersytetu w Bolonii (promował: Aleksander Gieysztor)

## III Rzeczpospolita
- 1990
  - 11 czerwca – Dan Rostenkowski, dr hc prawa finansowego, Członek Kongresu USA (promował: Andrzej Stelmachowski)
  - 26 czerwca – Graziella Allergi Fillipini, dr hc chemii, profesor Uniwersytetu w Padwie (promował: Jerzy Tadeusz Wróbel)
  - 28 września – Louis Le Guillou, dr hc literaturoznawstwa, profesor Uniwersytetu w Brest (Francja) (promował: Jerzy Parvi)
  - 29 listopada – Jack Fliderbaum, dr hc historii, biznesmen, donator z Londynu (promował: Jerzy Tomaszewski)
- 1991
  - 26 kwietnia – Roman Schnur(inne języki), dr hc prawa międzynarodowego, profesor Uniwersytetu w Tybindze (promował: Karol Sobczak)
  - 2 maja – Zbigniew Brzeziński, dr hc nauk politycznych, profesor Uniwersytetu Johnsa Hopkinsa w Waszyngtonie (promował:Franciszek Ryszka)
  - 9 maja – Andrzej Stanisław Ciechanowiecki, dr hc historii sztuki, powstaniec, żołnierz AK, Kurier Rzeczypospolitej (promował: Aleksander Gieysztor)
  - 18 czerwca – Jan Karski (Kozielewski), dr hc historii najnowszej, powstaniec, żołnierz AK, Kurier Rzeczypospolitej (promował: Jerzy Holzer)
- 1992
  - 21 maja – Luigi Labruna(inne języki), dr hc prawa cywilnego, profesor Uniwersytetu w Neapolu (promował: Witold Wołodkiewicz)
  - 1 czerwca – Pierre Levéque, dr hc historii starożytnej, profesor Uniwersytetu Besançon (promowała: Iza Bieżuńska-Małowist)
  - 3 czerwca – Piotr Słonimski, dr hc biologii molekularnej, profesor Uniwersytetu Paryż VI (promował: Wacław Gajewski)
- 1993
  - 14 stycznia – Jacub Goldberg, dr hc historii nowożytnej, profesor Uniwersytetu Hebrajskiego, badacz osadnictwa w Polsce środkowej XVI–XVIII w., badacz dziejów i kultury Żydów w Polsce (promował: Antoni Mączak)
  - 19 listopada
    - Jacques Le Goff, dr hc historii antycznej, profesor Ecole des Hautes Etudes en Sciences w Paryżu (promował: Henryk Samsonowicz)
    - Jacov Grigoriewicz Sinaj, dr hc matematyki, profesor Akademii Nauk w Moskwie (promował: Karol Krzyżewski)

  - 21 grudnia – Krzysztof Penderecki, dr hc muzykologii, kompozytor, profesor Akademii Muzycznej w Krakowie (promowała: Zofia Helman)
- 1994
  - 27 stycznia – Władysław Kuraszkiewicz, dr hc filologii, językoznawca, członek rzeczywisty PAN, emerytowany profesor Uniwersytetu im. A. Mickiewicza w Poznaniu (promował: Janusz Siatkowski)
  - 10 marca – Henryk Mikołaj Górecki, dr hc muzykologii, kompozytor, profesor Akademii Muzycznej w Katowicach (promowała: Anna Czekanowska-Kuklińska)
  - 19 listopada – George Dobry(inne języki) CBE QC, dr hc prawa, lord, doradca Królowej Wielkiej Brytanii (promował: Jerzy Rayski)
- 1995
  - 12 maja – Jean-Marie Andre, dr hc chemii, profesor Uniwersytetu w Namur (Belgia) (promował: Lucjan Piela)
  - 16 listopada – Israel Gutman, dr hc historii, Przewodniczący Międzynarodowego Instytutu Studiów nad Holocaustem Jad Waszem (Jerozolima) (promował: Jerzy Tomaszewski)
- 1996
  - 26 kwietnia
    - Riccardo Giacconi, dr hc astronomii, profesor Europejskiego Obserwatorium Południowego, Monachium (promował: Józef Smak)
    - Leonard Searle, dr hc astronomii, profesor Observatories of the Carnegie Institution of Washington, Pasadena (USA) (promował: Marcin Kubiak)

  - 19 listopada – Juliusz Bardach, dr hc historii, emerytowany profesor prawa UW (promował: Antoni Mączak)
  - 22 listopada
    - Stanisław Dżułyński, dr hc geologii, profesor Uniwersytetu Jagiellońskiego (promował: Andrzej Radwański)
    - David Shugar, dr hc fizyki, doktor biofizyki Uniwersytetu McGill (Kanada) profesor UW, członek PAN (promował: Bogdan Lesyng)
- 1997
  - 19 listopada
    - Gerard Labuda, dr hc historii, profesor historii Uniwersytetu im. A. Mickiewicza w Poznaniu (promował: Aleksander Gieysztor)
    - Klaus Zernack, dr hc historii, profesor historii Wolnego Uniwersytetu w Berlinie (promował: Marian Wojciechowski)
- 1998
  - 9 marca – Lord Ralf Dahrendorf, dr hc filozofii, Kolegium Św. Antoniego w Oxfordzie (promował: Jacek Kurczewski)
  - 14 listopada – Jerzy Giedroyć, dr hc literaturoznawstwa, dyplom wręczono w Bibliotece Polskiej w Paryżu(promowała: Jadwiga Puzynina)
  - 19 listopada
    - Stanisław Wellisz, dr hc nauk ekonomicznych, profesor na Uniwersytecie Columbia (New York) (promował: Wojciech Maciejewski)
    - Sante Graciotti, dr hc literaturoznawstwa, profesor Uniwersytetu „La Sapienza” w Rzymie (promowała: Alina Nowicka-Jeżowa)
- 1999
  - 19 listopada
    - Daniel Beauvois, dr hc historii, historia XIX w. Europy Środkowowschodniej, profesor Uniwersytetu Panthéon-Sorbonne (Paris I) (promowała: Maria Wawrykowa)
    - Adam Szpunar, dr hc prawa, prawo cywilne, profesor Uniwersytetu Łódzkiego (promował: Tomasz Dybowski)
- 2001
  - 4 kwietnia – Tadeusz Różewicz, dr hc literaturoznawstwa pisarz i publicysta (promował: Stanisław Dubisz)
  - 15 listopada – Jan Nowak-Jeziorański, dr hc nauk humanistycznych, Dyrektor Rozgłośni Radia Wolna Europa, publicysta (promował: Marcin Król)
  - 5 grudnia – Ihor Ševčenko, dr hc papirologii, doktor filozofii i literatury, kultura i literatura bizantyjska, profesor Uniwersytetu Harvarda (promował: Henryk Samsonowicz)
- 2002
  - 16 maja – Dmytro Pawłyczko, dr hc nauk humanistycznych, poeta ukraiński, tłumacz, polityk, dyplomata (promował: Stefan Kozak)
  - 14 października – Jacek Furdyna(inne języki), dr hc nauk fizycznych, fizyk, profesor Notre Dame University, Indiana USA (promował: Marian Grynberg)
  - 30 października – Mieczysław Porębski, dr hc nauk historycznych, historyk sztuki, profesor Uniwersytetu Jagiellońskiego (promowała: Maria Poprzęcka)
  - 22 listopada – Władysław Bartoszewski, dr hc nauk historycznych, historyk, publicysta, polityk (promował: Włodzimierz Borodziej)
- 2003
  - 16 maja – Marcus Lutter(inne języki), dr hc prawa, prawnik, emerytowany profesor Uniwersytetu w Bonn (promował: Mirosław Wyrzykowski)
  - 28 maja – Eugenio Barba, dr hc nauk humanistycznych, reżyser, pedagog i badacz teatru (promował: Zbigniew Osiński)
  - 12 czerwca – Tadeusz Mazowiecki, dr hc prawa, publicysta, polityk (promował: Mirosław Wyrzykowski)
  - 7 listopada – Luciano Maiani(inne języki), dr hc nauk fizycznych, teoria cząstek elementarnych, profesor Uniwersytetu „La Sapienza” w Rzymie (promował: Andrzej Kajetan Wróblewski)
  - 14 listopada – Siegmar von Schnurbein(inne języki), dr hc nauk historycznych, historia starożytna i archeologia, profesor Uniwersytetu J.W. Goethego we Frankfurcie (promował: Jerzy Kolendo)
- 2004
  - 3 marca – Alasdair Smith(inne języki), dr hc nauk ekonomicznych, teoria handlu międzynarodowego, profesor University of Sussex (promował: Włodzimierz Siwiński (ekonomista))
  - 10 marca – Abp Desmond Tutu, dr hc nauk humanistycznych, laureat Pokojowej Nagrody Nobla (promował: Jan Milewski)
  - 21 października – Václav Havel, dr hc nauk historycznych, pisarz, polityk (promował: Henryk Samsonowicz)
- 2005
  - 25 maja – Andrzej Wajda, reżyser (promowała: Małgorzata Szpakowska)
  - 29 sierpnia – sir Roger Penrose, matematyk, fizyk, twórca teorii twistorów (promował: Andrzej Trautman)
  - 26 października – Szemu’el Noach Eisenstadt, dr hc socjologii, socjolog i teoretyk cywilizacji, emerytowany profesor Uniwersytetu Hebrajskiego w Jerozolimie (promował: Jerzy Szacki)
- 2006
  - 3 kwietnia – Anna Wierzbicka, językoznawca, filolog, profesor w Australijskim Uniwersytecie Narodowym (promowała: Jadwiga Puzynina)
- 2007
  - 28 marca – Norman Davies, brytyjski historyk (promował: Henryk Samsonowicz)
  - 27 czerwca – Oskar Anweiler, niemiecki pedagog i historyk oświaty (promował: prof. Wincenty Okoń)
  - 31 lipca – William G. Dwyer(inne języki), dr hc matematyki, profesor Uniwersytetu w Notre Dame (promował: prof. Stefan Jackowski)
- 2008
  - 6 marca – Leszek Balcerowicz, ekonomista, wicepremier, minister finansów w rządach Tadeusza Mazowieckiego, Jana Krzysztofa Bieleckiego i Jerzego Buzka (promował: Wojciech Maciejewski)
  - 17 czerwca – Eckart Hien, niemiecki prawnik (promował: Janusz Trzciński)
  - 24 listopada – Gerd Meyer, niemiecki politolog (promował: prof. Konstanty Adam Wojtaszczyk)
- 2009
  - 15 maja – Francisco J. Ayala, amerykański genetyk (promował prof. Maciej Gliwicz)
- 2010
  - 7 maja – Ivan Čolović, serbski antropolog i etnolog (promował Andrzej Mencwel)
  - 20 maja – Horacio Cerutti-Guldberg(inne języki) – filozof, historyk idei i latynoamerykanista (promował: Ryszard Paradowski)
  - 18 czerwca – Antony Polonsky – historyk, specjalista z zakresu stosunków polsko-żydowskich (promował: Jerzy Tomaszewski)
  - 30 czerwca – Richard Pipes – historyk i politolog, badacz dziejów Rosji, ZSRR i Europy Wschodniej (promował: Henryk Samsonowicz)
- 2011
  - 14 stycznia – Theodor Meron – prawnik, specjalista w zakresie międzynarodowego prawa humanitarnego (promowała: Maria Magdalena Kenig-Witkowska)
  - 22 czerwca – Stanisław Waltoś –  prawnik, specjalista z zakresu prawa karnego procesowego, promował: Piotr Kruszyński
  - 15 listopada – Aaron Ciechanower – izraelski biolog, laureat nagrody Nobla w dziedzinie chemii, promował: Roman Kaliszan
  - 30 listopada – Szewach Weiss – izraelski polityk i dyplomata, były ambasador Izraela w Polsce, promował: Marcin Kula

- 2012
  - 11 stycznia 2012 – Hans Hauben(inne języki) – profesor historii starożytnej Katolickiego Uniwersytetu w Leuven, promował: Adam Łukaszewicz
  - 5 czerwca 2012 – Jurij Apresjan – językoznawca rosyjski, promował: Andrzej Bogusławski
  - 25 czerwca – Elie Wiesel – laureat Pokojowej Nagrody Nobla, pisarz i dziennikarz, promował: Henryk Samsonowicz
  - 13 lipca 2012 – Henryk Skarżyński – otochirurg, specjalista z zakresu fizjologii i patologii słuchu, promował: Alojzy Z. Nowak
  - 28 listopada 2012 – Charles Antony Richard Hoare – informatyk,  promował: Władysław Marek Turski
- 2013
  - 27 lutego 2013 – Michael G. Müller(inne języki) – niemiecki historyk, promował: Wojciech Kriegseisen
  - 21 marca 2013 – Oded Stark(inne języki) – ekonomista, specjalista w dziedzinie ekonomii ludności, rozwoju, pracy i migracji, promował: Tomasz Żylicz(inne języki)
  - 29 października 2013 – Andrzej Białas – fizyk teoretyk, profesor Uniwersytetu Jagiellońskiego, promował: Andrzej Kajetan Wróblewski
  - 6 listopada 2013 – Michael Martinek(inne języki) – niemiecki prawnik, znawca prawa cywilnego, prywatnego międzynarodowego, międzynarodowego prawa handlowego oraz prawa porównawczego, promował: Jerzy Poczobut
- 2014
  - 5 listopada 2014 – Alain Besançon – francuski historyk specjalizujący się w tematyce rosyjskiej, politolog i sowietolog, promował: Jan Malicki
- 2015
  - 9 marca 2015 – Andrzej Białynicki-Birula – matematyk, twórca warszawskiej szkoły geometrii algebraicznej, promował: Adrian Langer
- 2016
  - 8 czerwca 2016 – Elhanan Helpman(inne języki) – izraelski ekonomista, badacz problematyki handlu międzynarodowego i wzrostu gospodarczego, promował: Andrzej Cieślik(inne języki)
  - 24 czerwca 2016 – Ewa Łętowska –  prawnik, specjalistka w zakresie prawa cywilnego, konstytucyjnego, administracyjnego oraz praw człowieka, promował: Marek Safjan
  - 26 września 2016  – Maciej Lewenstein – fizyk teoretyczny specjalizujący się w optyce kwantowej, promował: Marek Trippenbach
- 2017
  - 10 maja 2017 – Shūji Nakamura – japoński fizyk, laureat Nagrody Nobla w dziedzinie fizyki, promował: Roman Stępniewski

- 2018
  - 14 marca 2018 – Siergiej Kowalow – rosyjski działacz i obrońca praw człowieka, biofizyk, promował: Jacek Kurczewski

- 2019
  - 16 stycznia 2019 – Janusz Jurczak –  chemik, specjalista z zakresu chemii organicznej, promował: Paweł Kulesza